# Wicklow Head

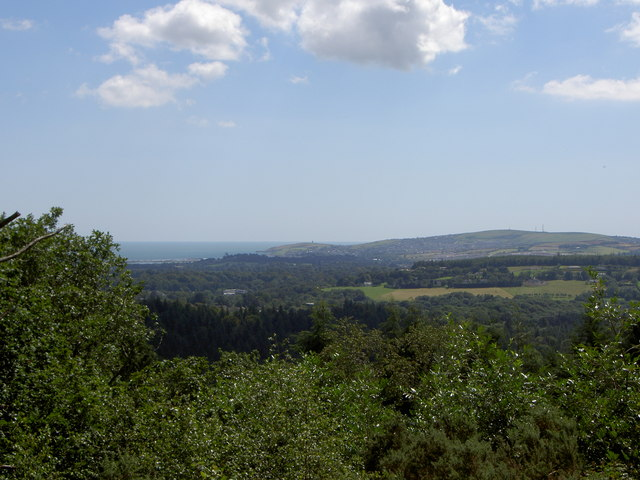

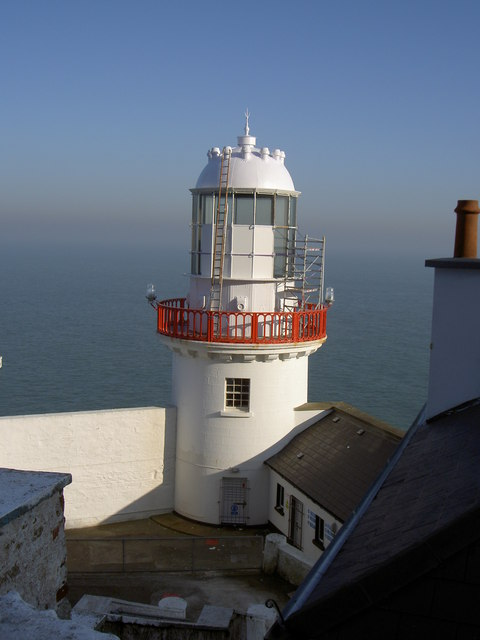

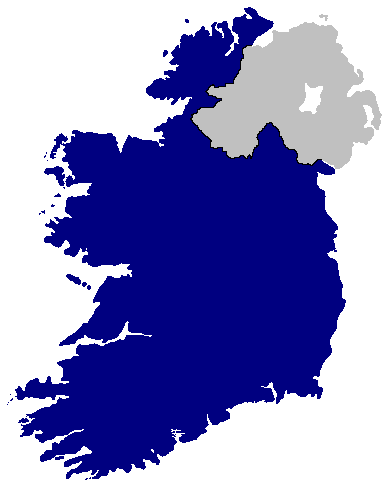
Wicklow Head é o ponto mais oriental da República da Irlanda na sua ilha principal (mas não de toda a ilha).

Wicklow Head é um cabo perto da localidade de Wicklow no Condado de Wicklow, Irlanda (a cerca de 3 km do centro da localidade). Tem um farol.
Geograficamente é o ponto mais oriental da República da Irlanda na ilha principal (mas não da ilha homónima). A Ilha Lambay, no condado de Dublin, fica ainda mais para leste.